# Ширилдак
Ширилда́к (каз. Шырылдақ) — село у складі Келеського району Туркестанської області Казахстану. Адміністративний центр Біртілецького сільського округу.
В радянські часи село називалось 15-ліття Казахстану.
Населення — 471 особа (2021; 1052 у 2009, 1063 у 1999, 430 у 1989).